# G20 Schools
G20 Schools – nieformalne międzynarodowe stowarzyszenie innowacyjnych średnich szkół społecznych (ang. independent secondary schools), znane jako G20 Schools lub G30 Schools, założone w 2006 roku przez Anthony Seldona, dyrektora Wellington College (Crowthorne, Berkshire, UK) i Davida Wylde’a z St. Andrew’s College (Grahamstown, RPA). O przyjęciu do grupy decyduje reputacja szkoły i jej lidera (zob. też. edukacja progresywistyczna. Frederick William Sanderson – kierunki reform edukacji i Oundle School).
Pierwsze spotkanie odbyło się w marcu 2006 roku, gdy liczba członków przekroczyła 20. Do stowarzyszenia należy ok. 50 szkół z ok. 20 krajów, w tym 6 z Australii, po 5 z Wielkiej Brytanii i Stanów Zjednoczonych, 4 z Południowej Afryki, 3 z Indii. Nowi członkowie mogą wstąpić do grupy wyłącznie na zaproszenie, po głosowaniu aktualnych członków. Celem stowarzyszenia jest wymiana doświadczeń i nawiązywanie kontaktów. Realizacji tych celów sprzyja organizacja corocznych kilkudniowych konferencji z udziałem dyrektorów, które odbywają się w różnych szkołach należących do grupy. Były to w latach 2006–2016:

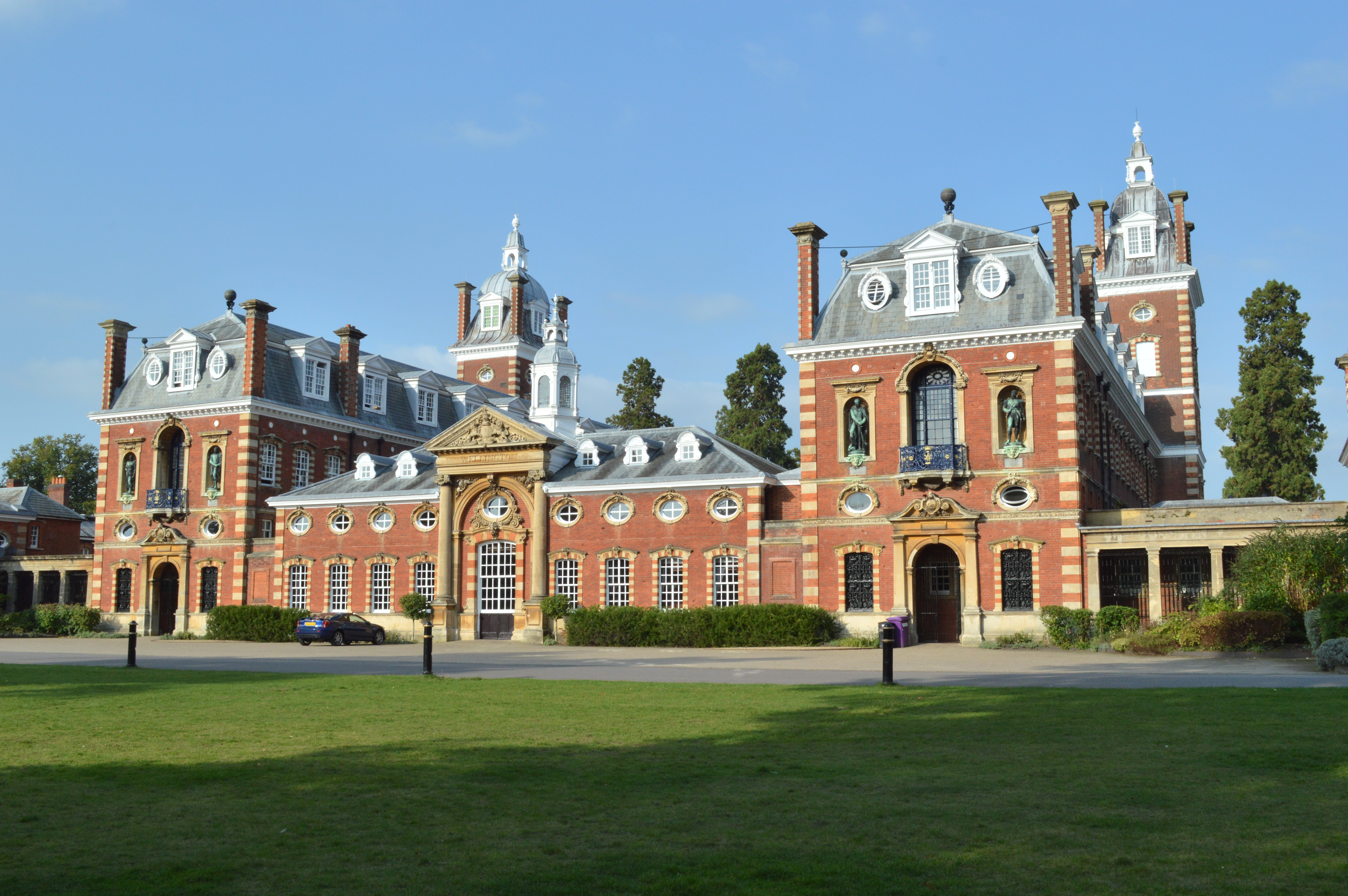
Wellington College, UK

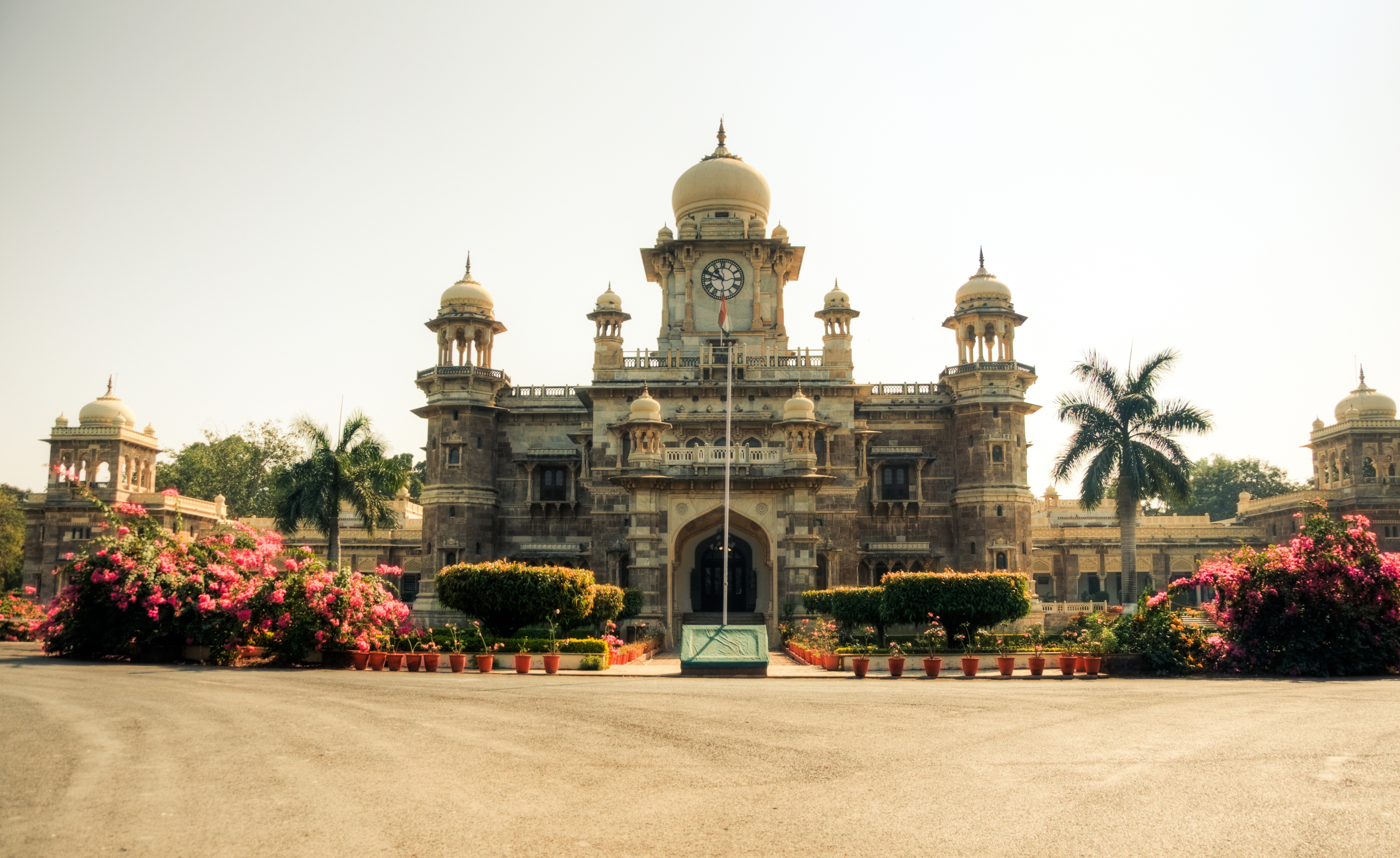
Daly College, Indie

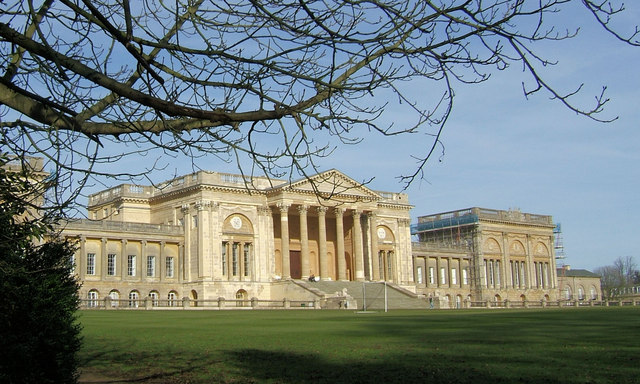
Stowe School, UK

- 2006 – Wellington College, Berkshire, Wielka Brytania
- 2007 – St. Andrew’s College i Diocesan College, Kapsztad, Południowa Afryka
- 2008 – King’s Academy, Madaba, Jordania
- 2009 – Harvard-Westlake School, Los Angeles County, Kalifornia, Stany Zjednoczone
- 2010 – The King’s School, Parramatta, Sydney, Australia
- 2011 – International School of Geneva, Genewa, Szwajcaria
- 2012 – Phillips Exeter Academy (PEA, „Exeter”), Exeter (New Hampshire) i Buckingham Browne & Nichols School (BB&N), Cambridge (Massachusetts), USA
- 2013 – Daly College, Indore, Indie
- 2014 – Markham College, Lima, Peru
- 2015 – Wellington College (Berkshire), Marlborough College (Marlborough, Wiltshire) i Stowe School Stowe (Buckinghamshire), Wielka Brytania
- 2016 – High School Affiliated to Renmin University of China (Pekin) i Chinese International School (Hongkong), Chiny

Uczestnicy pięciodniowej konferencji, zorganizowanej w Hongkongu i Pekinie (2016), wysłuchali m.in. wystąpienia wiceministra edukacji (Hao Ping), dotyczącego realizacji dwunastego pięcioletniego planu, skoncentrowanego na problemach równości płci w szkołach i na podnoszeniu jakości nauczania, zwłaszcza edukacji 22 milionów dzieci na obszarach wiejskich, które są pozostawiane przez rodziców emigrujących do miast w poszukiwaniu pracy. Wiceprzewodniczący Pekińskiej Miejskiej Komisji ds. Edukacji omówił zakres starań o modernizację szkół, które obejmują promowanie internacjonalizmu, interaktywną pedagogikę ukierunkowaną na uczniów (nauczyciele „bardziej przypominający trenerów niż sędziów”) – stopniowe zastępowanie systemu konfucjańskiego przez metody uczenia, które pozwalają ujawnić potencjał każdego ucznia. Jack Ma, założyciel Alibaba Group, a wcześniej nauczyciel z Hangzhou, opowiedział się za odrzuceniem egzaminacyjnego systemu ocen osiągnięć uczniów i KPI dla szkół. Zasugerował, że w czasie ocen uczniów i szkół powinny być brane pod uwagę przede wszystkim: praca zespołowa, filantropia, kultura i sport. Delegaci na konferencję G20 School entuzjastycznie przyjęli jego plany, dotyczące szkoleń dyrektorów szkół wiejskich w Chinach (kształcą ok. 40 mln dzieci).
W czasie konferencji przypominano, że według chińskiej mitologii istnieją trzy kluczowe etapy ewolucji, zmierzającej do świata pełnego słońca: I – ludzie zostają odkryci i uwolnieni od nadzoru Bogów; II – kobiety zostają odkryte i uwolnione od męskiej dominacji; III – dzieci zostają odkryte i uwolnione od uzależnienia od dorosłych. Wyrażano nadzieję, że rozpoczęła się trzecia faza tej ewolucji.
W latach 2017–2019 konferencje były nadal organizowane i jest planowana kontynuacja działalności z użyciem nazwy G30:
- 2017 – Brookhouse School, Lang’ata, Kenia
- 2018 – Carey Baptist Grammar School, Melbourne, Australia
- 2019 – Appleby College[10], Oakville, Ontario, Kanada
- 2020 – Schule Schloss Salem, Salem (Badenia-Wirtembergia), Niemcy